# Arterielle Hypotonie

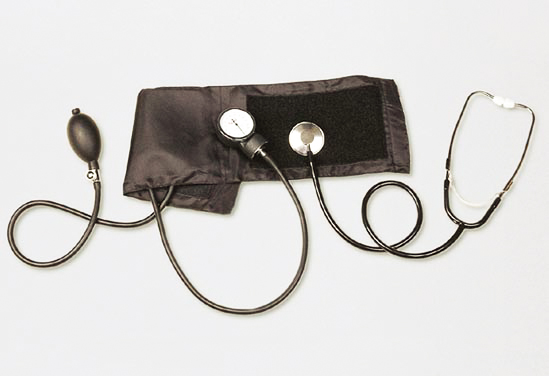
Blutdruckmessgerät

Die arterielle Hypotonie (von altgriechisch ἀρτηρία artería „Schlagader“, „Pulsader“, ὑπό hypó „unter“ und τόνος tónos „Spannung“), auch Hypotonie oder Hypotension, ist ein für die Aufrechterhaltung normaler Körperfunktionen zu niedriger Blutdruck und gemäß der ICD-10-Klassifizierung eine Krankheit des Kreislaufsystems.
In Bezug auf das Gefäßsystem von Tieren und Menschen beschreibt Hypotonie einen Blutdruck, der in Ruhe dauerhaft unterhalb einer definierten Normgrenze liegt. Das National Heart, Lung, and Blood Institute (NHLBI in den USA) gab im Jahr 2011 90/60 mmHg als Grenzwert an. Man spricht vom Blutunterdruck oder vom Blutniederdruck im Gegensatz zum Bluthochdruck.

## Pathophysiologie
Ursächlich für eine arterielle Hypotonie ist ein Missverhältnis von Gefäßvolumen und zirkulierendem Blutvolumen. Dieses Missverhältnis kann durch einen verminderten Gefäßwiderstand, zu geringes absolutes Blutvolumen, zu geringen Blutrückstrom zum Herzen oder durch reduzierte Pumpfunktion des Herzens entstehen:
| Pathophysiologie                      | Ursache (Beispiele)                                                                                   |
| ------------------------------------- | --- |
| verringerter Gefäßwiderstand          | Anaphylaktischer oder spinaler Schock                                                                 |
| reduziertes absolutes Blutvolumen     | geringe Trinkmenge, Blutverlust, Diarrhoe oder Erbrechen, Nebennierenrindeninsuffizienz               |
| verminderter Blutrückstrom zum Herzen | Krampfadern, Medikamenteneinnahme (z. B. Nitroglycerin), Vena-cava-Kompressionssyndrom, Lungenembolie |
| reduzierte Pumpfunktion des Herzens   | Herzinsuffizienz, (hochgradige) Aortenstenose, Perikarderguss                                         |

## Formen der Hypotonie
In Abhängigkeit von der Ursache unterscheidet man drei Formen der arteriellen Hypotonie. Zusätzliche Kategorien sind zum Beispiel die asymptomatische Hypotonie, die autonom-neurogene Hypotonie, die chronische arterielle Hypotonie, die essenzielle Hypotonie, die konstitutionelle Hypotonie, die lageunabhängige Hypotonie, die nicht autonome neurogene Hypotonie, die primäre Hypotonie, die sekundäre Hypotonie, die sympathikotone Hypotonie, die endokrine Hypotonie, die hämorrhagische Hypotonie, die hypovolämische Hypotonie, die induzierte Hypotonie, die infektiös-toxische Hypotonie, die kardiovaskuläre Hypotonie, die kontrollierte Hypotonie, die künstliche Hypotonie, die lokale Hypotonie, die neurogene Hypotonie und die zerebrale Hypotonie.
Die Begriffe konstitutionelle Hypotonie, essentielle Hypotonie und primäre Hypotonie sind Synonyme.

### Idiopathische Hypotonie
Die häufigste Form der Hypotonie ist die idiopathische Hypotonie (ICD-10: I95.0), das heißt, ihre Ursache ist unklar. Sie liegt vermehrt bei jungen, schlanken Frauen vor.

### Symptomatische Hypotonie
Als symptomatische oder sekundäre Hypotonie (ICD-10: I95.9) bezeichnet man einen niedrigen Blutdruck, der auf eine klar definierbare Ursache, z. B. eine Erkrankung oder Medikamenteneinnahme, zurückzuführen ist.
Einen insbesondere bei älteren Menschen vorkommenden Blutdruckabfall nach dem Essen bezeichnet man als postprandiale Hypotonie.
Hypotonie kann ein Symptom eines Mastzellaktivierungssyndroms (MCAS) sein.

### Orthostatische Hypotonie

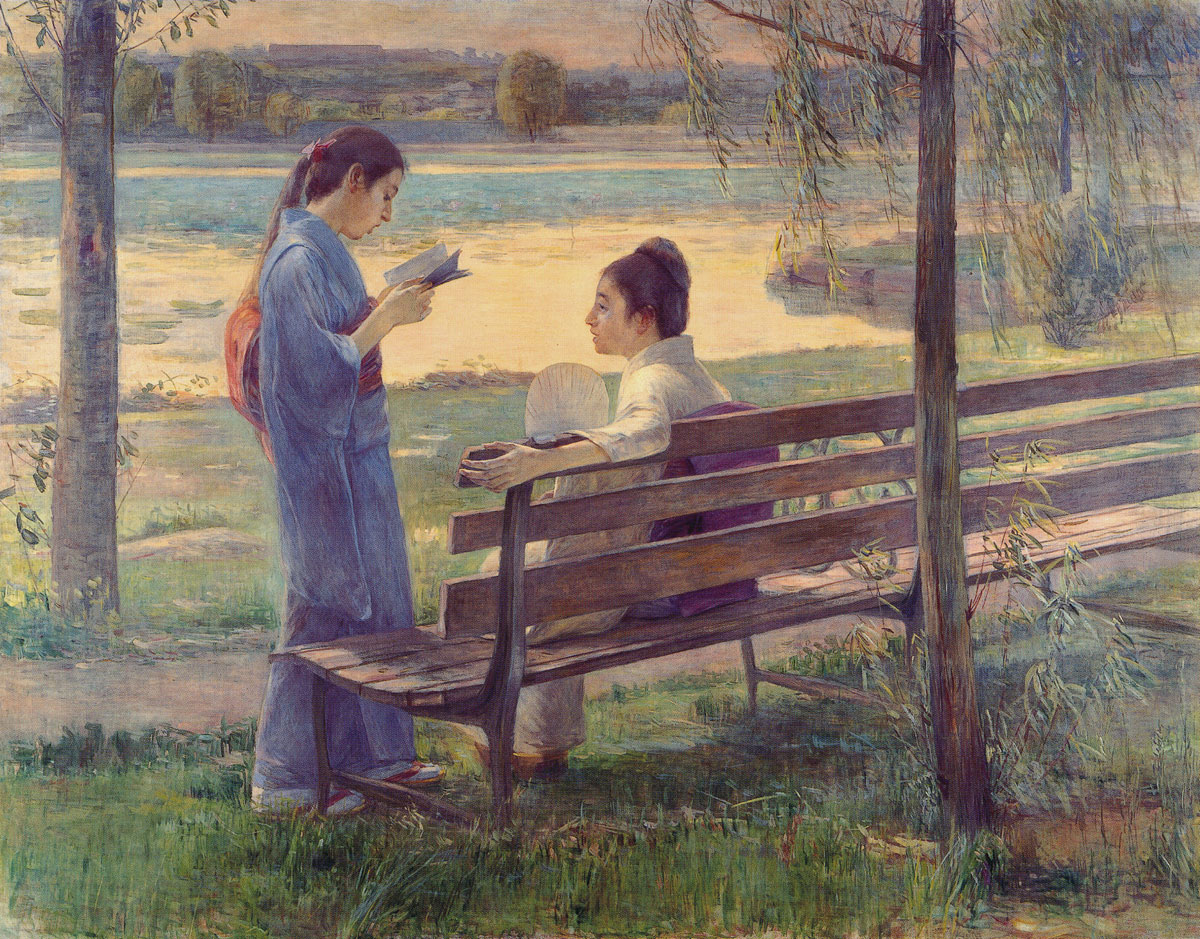
Orthostatische Hypotonie: Stehen wird zum Problem

Die orthostatische Hypotonie (ICD-10: I95.1) (von (altgriechisch) Orthostase = aufrechter Stand) wird auch als orthostatische Dysregulation  oder Orthostase-Syndrom bezeichnet.
Bei der orthostatischen Hypotonie liegt eine Fehlfunktion der Orthostase-Reaktion vor. Diese Orthostase-Reaktion sorgt bei Gesunden dafür, dass das Herz-Kreislauf-System auch in aufrechter Stellung einwandfrei arbeitet. Durch die Fehlfunktion bei der orthostatischen Hypotonie treten in aufrechter Stellung Zeichen wie Vertigo (Schwindel), Herzrasen, Übelkeit und Schwäche auf, die zum Hinsetzen oder Hinlegen zwingen, worunter die Beschwerden rasch nachlassen. Bei manchen Erkrankten treten kreislaufbedingte Synkope (kurzandauernde Bewusstlosigkeit) auf.
Der Ruheblutdruck im Liegen oder Sitzen kann unabhängig von der orthostatischen Dysregulation erniedrigt, normal oder erhöht sein.

## Symptome
- Blässe, kalte Hände und Füße
- Zittern
- rasche Ermüdbarkeit, Konzentrationsschwäche
- Schwindel
- Kopfschmerzen
- Tachykardie
- Kollapsneigung, Synkopen

Von größter Relevanz ist das Auftreten von kurzen Ohnmachtsanfällen (Synkopen). Durch den – im Vergleich zum Idealwert (120/80 mmHg) – niedrigen Blutdruck kommt es zu einer Minderversorgung des Gehirns mit sauerstoffreichem Blut und dadurch zur Bewusstlosigkeit. Diese führt häufig zu Stürzen und damit verbundenen Verletzungen.
Arterielle Hypotonie tritt häufig bei schlanken oder untergewichtigen Menschen im Teenager-Alter auf.

## Diagnostik
Eine länger bestehende Hypotonie sollte ärztlich abgeklärt werden. Wichtigstes Ziel der Diagnostik ist es, eine symptomatische Hypotonie zu identifizieren bzw. auszuschließen, da sie Ausdruck einer unter Umständen lebensbedrohlichen Erkrankung sein kann. Dazu sind neben Anamnese und klinischer Untersuchung apparative Verfahren wie die Echokardiographie oder eine Langzeitblutdruckmessung und eine Blutuntersuchung von Bedeutung. In der Diagnostik der orthostatischen Hypotonie spielen Schellong-Test und Kipptischuntersuchung eine entscheidende Rolle.

## Therapie
Langfristig ist eine arterielle Hypotonie gegenüber einer Hypertonie bezüglich des kardiovaskulären Risikos als günstiger anzusehen. Liegt keine identifizierbare Erkrankung zu Grunde, ist eine Therapie daher nur bei Beschwerden indiziert und erfolgt durch physikalische Maßnahmen wie Sport, Gymnastik und Wechselduschen und eine Umstellung der Ernährung (kochsalzreiche Mahlzeiten mit vermehrter Flüssigkeitszufuhr). Nur selten ist eine medikamentöse Therapie mit einem Antihypotonikum (Plural: Antihypotonika) wie etwa Sympathomimetika, Dihydroergotamin oder Mineralokortikoiden angezeigt. Diese Vasopressoren erhöhen den Blutdruck.

## Kontrollierte Hypotension
Die kontrollierte Hypotension ist eine Methode, bei der man den Blutdruck eines Patienten zum Beispiel während einer Operation bewusst senkt, um den Blutverlust zu verringern. Sie wird insbesondere bei orthopädischen Eingriffen wirkungsvoll eingesetzt, kann aber auch bei anderen Arten von Operationen und bei anderen Krankheiten angewandt werden.

## Geschichte
Erst im letzten Drittel des 19. Jahrhunderts kam es in der Humanmedizin zu regelmäßigen Blutdruckmessungen. Vorher gab es die Begriffe der arteriellen Hypotonie, Normotonie und Hypertonie nicht. Die Brockhaus Enzyklopädie beschrieb 1864 im Stichwort Blutandrang (Wallung, Blutüberfüllung, Congestion oder arterielle Hyperämie) auch Symptome der arteriellen Hypotonie.